# 日本演劇学会
日本演劇学会（にほんえんげきがっかい、英: Japanese Society for Theatre Research）は、演劇および関連諸部門の研究、成果の公表を目的として1948年（昭和23年）に創立された学術団体。演劇、舞台芸術に関する現存の学会としては、日本最古である。

## 概要
学会事務局は、早稲田大学坪内逍遙博士記念演劇博物館、玉川大学文学部芸術学科演劇研究室、大阪大学大学院文学研究科演劇学研究室を経て、2014年より明治大学文学部演劇研究室に置いている。
2006年より、業務の一部を東京都杉並区和田3-30-22大学生協学会支援センターに委託していたが、同センターの業務停止により、2017年4月より、(株)毎日学術フォーラムに一部事務委託している。2020年6月の会員数は約600人。
国際演劇学会機関会員であったが、その後会員が直接参加することとし、機関会員はとりやめた。

## 事業
主な活動として、会報・紀要（年2回）等の刊行、大会開催（年1回、現在は毎年6月頃）・研究集会開催（年1回、現在は11月頃）・研究会（随時）・展覧会等の開催および助成、会員の共同研究（分科会活動など）への助成、河竹賞選考、日本国内外学会との交流・提携などをおこなっている。
このほか2020年現在、日本近代演劇史研究会、近現代演劇研究会、演劇と教育研究会、西洋比較演劇研究会の四つの分科会があり、それぞれ活発に活動している。日本近代演劇史研究会は数年おきに日本近代演劇に関する論文集を発行し、演劇と教育研究会は独自のホームページと機関誌『演劇教育研究』を持ち、近現代演劇研究会、西洋比較演劇研究会はそれぞれ独自の機関誌『近現代演劇研究』、『西洋比較演劇研究』を刊行している。近現代演劇研究会は大阪大学に事務局があり、関西地区での演劇研究者の交流の場として機能している。

## 機関誌
- 『日本演劇学会紀要「演劇学論集」』 The Journal of Japanese Society for Theatre Research（年2回刊）

## 歴代会長
- 河竹繁俊 (1948年～1967年)
- 守随憲治 (1967年～1984年)
- 遠藤慎吾 (1984年～1988年)
- 倉橋健 (1988年～1990年)
- 河竹登志夫 (1990年～1996年)
- 毛利三彌 (1996年～2006年)
- 天野文雄 (2006年～2014年)
- 永田靖 (2014年～2022年)
- 小菅隼人 （2022年～現在）